# Szermierka na Letnich Igrzyskach Olimpijskich 1956 – szabla drużynowo mężczyzn
Rywalizacja drużynowa w szabli mężczyzn na Letnich Igrzyskach Olimpijskich 1956 została rozegrana 3 grudnia w ratuszu St. Kilda. Wystartowało 43 zawodników z 8 krajów.

## Składy
Każda z ekip mogła liczyć 6 zawodników. Do każdego meczu wybierano 4 zawodników.
| Australia - Leslie Fadgyas - Leslie Kovacs - Alexander Martonffy - Emeric Santo - Sandor Szoke Francja - Claude Gamot - Jacques Lefèvre - Bernard Morel - Jacques Roulot Polska - Marian Kuszewski - Zygmunt Pawlas - Jerzy Pawłowski - Andrzej Piątkowski - Wojciech Zabłocki - Ryszard Zub | Stany Zjednoczone - Abram Cohen - Norman Cohn-Armitage - Rex Dyer - Allan Kwartler - Tibor Nyilas - George Worth Węgry - Aladár Gerevich - Jenő Hámori - Rudolf Kárpáti - Attila Keresztes - Pál Kovács - Dániel Magay Wielka Brytania - Ralph Cooperman - Bill Hoskyns - Allan Jay - Raymond Paul - Olgierd Porebski | Włochy - Giuseppe Comini - Gastone Darè - Roberto Ferrari - Luigi Narduzzi - Domenico Pace - Mario Ravagnan ZSRR - Leonid Bogdanow - Jewhen Czerepowśkyj - Lew Kuzniecow - Jakow Rylski - Dawid Tyszler |

## Wyniki
W pierwszej rundzie rywalizowano w trzech grupach. Z każdej grup dwie najlepsze reprezentacje awansowały do półfinału. W półfinałach rywalizowano w dwóch grupach i podobnie jak miało to miejsce w poprzedniej rundzie, dwie najlepsze drużyny awansowały do finału.
W każdej drużynie było czterech zawodników. Rywalizowano systemem każdy z każdym. Mecz wygrywała drużyna, która pierwsza osiągnęła 9 zwycięstw indywidualnych (maksymalnie w pojedynku mogło się odbyć 16 meczów). W przypadku remisu decydowały o zwycięstwie decydowały otrzymane trafienia. Mecze nie mające wpływu na ustalenie kolejności nie były rozgrywane.

### Runda 1
Grupa 1
Drużyny Stanów Zjednoczonych i Węgier awansowały bez walki, ponieważ reprezentacja Kolumbii, pomimo wcześniejszego zgłoszenia, nie przystąpiła do rywalizacji.
Grupa 2
| Miejsce | Zespół          | POL   | ITA   | GBR  |   | W | P  | PW | PP | Kwal. |
| 1.      | Polska          |       | [ a ] | 12:4 | 1 | 0 | 12 | 4  | Q  |       |
| 2.      | Włochy          | [ a ] |       | 8:8  | 1 | 0 | 8  | 8  | Q  |       |
| 3.      | Wielka Brytania | 4:12  | 8:8   |      | 0 | 2 | 12 | 20 |    |       |

Grupa 3
| Miejsce | Zespół    | FRA   | SUN   | AUS  |   | W | P  | PW | PP | Kwal. |
| 1.      | Francja   |       | [ a ] | 9:1  | 1 | 0 | 9  | 1  | Q  |       |
| 2.      | ZSRR      | [ a ] |       | 14:2 | 1 | 0 | 14 | 2  | Q  |       |
| 3.      | Australia | 1:9   | 2:14  |      | 0 | 2 | 3  | 23 |    |       |

### Półfinały
Grupa 1
| Miejsce | Zespół  | FRA | SUN | ITA |   | W | P  | PW | PP | Kwal. |
| 1.      | Francja |     | 9:7 | 8:6 | 2 | 0 | 17 | 13 | Q  |       |
| 2.      | ZSRR    | 7:9 |     | 9:7 | 1 | 1 | 16 | 16 | Q  |       |
| 3.      | Włochy  | 6:8 | 7:9 |     | 0 | 2 | 13 | 17 |    |       |

Grupa 2
| Miejsce | Zespół            | HUN   | POL   | USA  |   | W | P  | PW | PP | Kwal. |
| 1.      | Węgry             |       | [ a ] | 9:1  | 1 | 0 | 9  | 1  | Q  |       |
| 2.      | Polska            | [ a ] |       | 10:6 | 1 | 0 | 10 | 6  | Q  |       |
| 3.      | Stany Zjednoczone | 1:9   | 6:10  |      | 0 | 2 | 7  | 19 |    |       |

### Finał
| Miejsce | Zespół  | HUN  | POL  | SUN | FRA  |   | W | P  | PW | PP |
| złoto   | Węgry   |      | 9:4  | 9:7 | 12:4 | 3 | 0 | 30 | 15 |    |
| srebro  | Polska  | 4:9  |      | 9:7 | 10:6 | 2 | 1 | 23 | 22 |    |
| brąz    | ZSRR    | 7:9  | 7:9  |     | 8:7  | 1 | 2 | 22 | 25 |    |
| 4.      | Francja | 4:12 | 6:10 | 7:8 |      | 0 | 3 | 17 | 30 |    |